# Голиков, Игорь Николаевич
Игорь Николаевич Го́ликов (август 1909, Варшава, Царство Польское, Российская империя — декабрь 1995, Москва, Российская Федерация) — советский металлург. Доктор технических наук, профессор. Герой Социалистического Труда. Лауреат трёх Сталинских премий.

## Биография
Родился в августе 1909 года в Варшаве (ныне Польша). Окончил Северо-Кавказский металлургический институт (1931), инженер-металлург. Доктор технических наук (1958), профессор.
С 1931 года, после окончания факультета термообработки сталей Северо-Кавказского металлургического института, — на заводе «Электросталь», эвакуированном в 1941 году в Златоуст. Работал на ЗМЗ (1941—1957) заместителем, с 1950 года — начальником ЦЗЛ, возглавлял всю исследовательскую работу на предприятии. Был первым дипломированным ученым на ЗМЗ: кандидатская диссертация — «Дефекты легированной стали» (1947), докторская — «Дендритная ликвация в стали» (1958), дважды издававшаяся монографией (1958, 1977).
С 1957 года (в Москве): начальник лаборатории жаропрочных сталей, занимал должности сначала замдиректора, потом директора Центрального научно-исследовательского института чёрной металлургии имени академика И. П. Бардина (ЦНИИЧМ). В1977 году вышел на пенсию, профессор-консультант.
Скончался в декабре 1995 года в Москве. Похоронен в колумбарии Ваганьковского кладбища.

## Научная деятельность
Специалист по проблемам повышения качества сталей и сплавов и металлургии специальных сталей. Особое значение имеют работы по кристаллизации и строению стального слитка. Предложил новые методы количественной оценки, дал аналитическое решение развития дендритной ликвации и исследовал её влияние на технологические и служебные характеристики сталей, изучил природу и пути преодоления специфических дефектов легированных сталей, что имело большое значение в годы войны. За период его работы в должности директора ЦНИИЧМ проведены и внедрены такие важные работы, как кислородно-конвертерное производство стали, интенсификация мартеновского процесса, повышение качества стали путём обработки в ковше жидкими синтетическими шлаками и при рафинировочном электропереплаве, непрерывная разливка стали, производство стали с защитными покрытиями, новых сталей для химического машиностроения, высококачественной трансформаторной стали, сталей с низкой температурой перехода в хрупкое состояние и др. Чл. комиссии Совета экономической взаимопомощи по чёрной металлургии, член Президиума и заместитель председателя Центрального правления НТО чёрной металлургии, член редколлегии журнала «Сталь».

### Научные труды
Автор и ответственный редактор книг: «Ванадий в стали» и «Прогрессивные способы повышения качества стали» (1968), «Перспективы развития технологии чёрной металлургии: Научные предпосылки» (1973), «Влияние комплексного раскисления на свойства сталей» (1982), «Неметаллические включения в сталях» (1983), более 100 научных работ и изобретений.

## Награды и премии
- Герой Социалистического Труда (1971)
- Заслуженный деятель науки и техники РСФСР (1970)
- Сталинская премия II степени (14 марта 1941) — за изобретение стали марки ЭИ-75, марки ЭИ-262, марки ЭИ-184
- Сталинская премия I степени (1943) — за разработку и внедрение в производство новой технологии выплавки стали для военной промышленности
- Сталинская премия II степени (1952) — за коренное усовершенствование технологии термической обработки легированной стали
- Два ордена Ленина
- Три ордена Трудового Красного Знамени
- Орден «Знак Почёта»